# Parafia bł. Michała Kozala w Radomsku
Parafia błogosławionego Michała Kozala w Radomsku – parafia rzymskokatolicka w Radomsku. Należy do dekanatu Radomsko – Najświętszego Serca Pana Jezusa archidiecezji częstochowskiej. Została utworzona w 1987 roku. Kościół parafialny został zbudowany w latach 1990–2000, konsekrowany w 2000 roku.